# 뱌체슬라프 볼로딘
뱌체슬라프 빅토로비치 볼로딘(러시아어: Вячеслав Викторович Володин, 문화어: 뱌체슬라브 윅또로비치 월로진, 1964년 2월 4일~)은 러시아의 정치인이다. 소속 정당은 통합 러시아당이다. 2016년 10월 5일부터 러시아의 연방의회의 하원인 국가 두마 의장을 맡고 있다.
소련 사라토프주 출생이다.